# Ofensiva de Camp Bastion
La ofensiva de Camp Bastion fue una ofensiva lanzada por insurgentes talibanes sobre la base británica de Camp Bastion en la provincia de Helmand (Afganistán) el día 14 de septiembre de 2012. Un portavoz talibán declaró que el ataque fue debido al vídeo "La inocencia de los musulmanes".

## Ataque
El ataque, llevado a cabo con fusiles y cohetes, contra Camp Bastion, ubicado en la inestable provincia de Helmand (sur), comenzó el viernes a las 22:45, hora local (17:45 GMT) y la base fue despejada este sábado por la mañana. 
Alrededor de la base hay un campo de trigo en el cual se escondieron. Después, un kamikaze a pie se inmoló contra el muro de la base, abriendo un agujero por el que penetraron otros 16 atacantes.
Tan pronto como entraron en la base, el combate empezó. Las fuerzas afganas no se vieron implicadas, solo ayudaron a apagar el fuego.
Según esta misma fuente, 18 insurgentes murieron, entre ellos uno que detonó una chaqueta con explosivos, y otro fue herido y capturado. Todos llevaban ropa de camuflaje y el portavoz no pudo confirmar si se trataba o no de uniformes del ejército afgano.
Otras fuentes cuentan las bajas insurgentes entre 16 insurgentes muertos y 2 marines estadounidenses muertos y 8 soldados de la coalición heridos además de 1 contratista herido, cabe mencionar que diversas aeronaves militares quedaron destruidas, y algunos hangares de la base, afectados.
Camp Bastion se divide en dos partes. En una se encuentran las fuerzas británicas principalmente, y en la otra, conocida como Camp Leatherneck, perteneciente a soldados estadounidenses. Según parece, el ataque habría afectado especialmente a la parte norteamericana. En la instalación militar también se alojan efectivos de Dinamarca y Estonia.

## El Príncipe Harry
El príncipe Enrique de Gales, conocido con el seudónimo de Capitán Gales, se encontraba en la base. Los talibanes habían jurado matar al príncipe Enrique, piloto de helicóptero de combate en el ejército británico, que ha vuelto a Afganistán para realizar una segunda misión militar y que este sábado cumple 28 años. Fuentes del Ministerio de Defensa británico descartaron que Enrique de Gales fuese el objetivo del ataque.
La ISAF dijo estar evaluando el alcance de los daños en la base, pero aseguró que el príncipe no se vio afectado. "No estuvo en peligro", señaló el sargento Barko. El príncipe Enrique pasó cuatro meses destacado en esta base.

## Ataque por film "La inocencia de los musulmanes"
Un portavoz talibán reivindicó que el ataque fue llevado a cabo en venganza por la película de bajo presupuesto estadounidense que podía verse en YouTube, 'La inocencia de los musulmanes', que ocasionó protestas mortales en Yemen, Libia y Sudán y manifestaciones en otros muchos países.